# Дом Грайи
Дом Грайи или Гральи (фр. Maison de Grailly) — знатный средневековый французский род, представитель которого правили в ряде феодальных владений в Лангедоке и Гаскони. Поскольку одна из ветвей рода унаследовала в конце XIV века графство Фуа, приняв при этом прозвание Фуа, то род также известен под названием Фуа-Грайи (фр. Maison de Foix-Grailly).

## История
Первым достоверно известным представителем рода был Нантельм I де Грильи, который владел замком Грильи в области Жекс около Женевского озера на территории современного французского департамента Эн. Генеалогия первых представителей рода весьма отрывочна и неполна. Они владели землями на территории графств Савойя и Во (в современной Швейцарии).
Около 1250 года Жан I де Грайи (ум. 1303) перебрался в Гасконь, поступив на службу к королю Англии Генриху III, от которого получил владения и титулы виконта Кастийона и сеньора Лангона. Позже король Эдуард I отобрал эти владения, но даровал титул виконта Беножа и ряд других владений. Бенож с этого момента становится главным местопребыванием сеньоров Грайи. В 1266—1268 и 1273—1286 годах Жан I де Грайи был сенешалем Гаскони, а в 1295—1298 годах — ректором Венессенского графства, принадлежавшего папам римским. Под его руководством было заложено множество бастид (к примеру бастида Пюигийем), которые должны были обеспечить не только оборону, но и административное управление Аквитанией. Жан неоднократно выполнял различные дипломатические поручения английских королей при дворах европейских правителей. Внук Жана I, Пьер II (ум. 1356) посредством брака получил титул капталя де Бюш, а его мать была потомком прежнего виконта Кастийона и Беножа, благодаря чему Кастийон вернулся в род Грайи.
Старший сын Пьера II от первого брака — Жан II де Грайи (ум. ок. 1343) в 1339 году отличился в одном из сражений начавшейся Столетней войны. В качестве награды за службу он получил графство Бигорр, захваченное до этого англичанами. Его сын Жан III де Грайи (1331—1376) был ближайшим соратником Эдуарда Чёрного Принца, наследника короля Англии Эдуарда III, и крупным английским военачальником в Столетней войне. Жан III умер в 1376 году, не оставив наследников.
Владения Жана III (за исключением Бигорра, отвоёванного в 1370 году французами), унаследовал Аршамбо де Грайи (ум. 1413), младший сын Пьера II. А после смерти в 1397 году графа Матье де Фуа, его владения унаследовала Изабелла де Фуа, сестра Матье, и её муж Аршамбо де Грайи. В состав этих владений входили графство Фуа в Лангедоке, а также виконтства Беарн, Габардан и Марсан в Гаскони виконтства Кастельбон и Сердань, сеньории Монкада и Кастельвьель в Каталонии, а также сюзеренитет (совместно с епископами Урхеля) над Андоррой. Первоначально Аршамбо, который как и его отец и брат был сторонником англичан, отказался признать сюзеренитет короля Франции Карла VI за Беарн. Но после того французские войска вторглись в Беарн, в 1402 году Аршамбо вместе с сыновьями принёс присягу Карлу VI.
Сыновья Аршамбо и Изабеллы приняли родовое именование Фуа.

### Ветвь графов Фуа

Герб объединённых графств Фуа, Бигорр и виконтства Беарн

Старший из сыновей Аршамбо де Грайи и Изабеллы де Фуа, Жан I де Фуа (1382—1436), унаследовал титулы графа Фуа, виконта Беарна, Габардана, Марсана, Кастельбона и Сердани. Будучи одновременно вассалом королей Англии и Франции, он, подобно многим южнофранцузским сеньорам, лавировал между ними, пока в 1422 году не выбрал французскую сторону, присягнув королю Карлу VII, который в 1425 году отдал Жану Бигорр, а в 1434 году назначил командующим в Лангедоке и Гиени. Из его четырёх младших братьев Гастон стал родоначальником ветви Фуа-Кандаль, Аршамбо (ум. 1419) оставил только одну дочь. Третий сын Аршамбо, Матье (ум. 1453), который посредством брака унаследовал графство Комменж и удержал его и после смерти жены, однако после его смерти Комменж был присоединён к французской короне. От второго брака Матье имел двух дочерей. Также у него было двое незаконнорождённых детей, из которых сын, Жан, был епископом Дакса и Комменжа. Младший из сыновей Аршамбо, Пьер (1386—1464) был архиепископом Арля и кардиналом.
Граф Жан I де Фуа от второго брака с Жанной д’Альбре, дочерью коннетабля Карла I д’Альбре имел двоих сыновей. Кроме того, у него было ещё четверо незаконнорождённых детей. Младший из сыновей, Пьер, стал родоначальником ветви Фуа-Лотрек. Из незаконнорождённых сыновей Жана I, Бернар де Беарн был сенешалем Фуа и стал родоначальником побочной ветви Беарн-Жердерест.
Старший сын Жана I, Гастон IV де Фуа (1423—1472) был военачальником на службе у короля Франции Карла VII. Он в 1439 году был генерал-лейтенантом французских сил в Гиени, позже участвовал в завоевании Гиени. В 1458 году король Карл VII даровал Гастону титул пэра Франции. Гастон IV был женат на Элеоноре Арагонской, дочери короля Наварры Хуана. В 1455 году Хуан назначил Элеонору наследницей Наварры в обход законного наследника, Карла Вианского. После этого Гастон много времени стал проводить в Наварре, где король Хуан, унаследовавший в 1458 году ещё и Арагон, Сицилию и Неаполь, назначил его генерал-лейтенантом. После смерти в 1461 году Карла Вианского Арагон охватила гражданская война. Желая извлечь из неё пользу, король Франции Людовик XI решил перетянуть Гастона на свою сторону, для чего он женил свою сестру Мадлен на старшем сыне и наследнике Гастона IV — Гастоне Младшем, принце Вианском. Однако вскоре отношения между Гастоном IV и королём Людовиком XI, который стал опасаться возросшего могущества графа Фуа, ухудшились. В итоге Людовик поддержал восстание Гастона Младшего и добился того, чтобы король Хуан сместил Гастона IV с поста генерал-лейтенанта Наварры. В 1470 году умер Гастон младший, оставив двух малолетних детей — Франциска Феба и Екатерину. Опеку над детьми король Людовик XI в обход Гастона IV доверил своей сестре Мадлен. В результате недовольный Гастон сблизился с братом Людовика Карлом Беррийским и герцогом Бургундии Карлом Смелым, враждовавших с королём. Кроме того Гастон выдал свою дочь Маргариту за герцога Бретани Франциска II, также враждовавшим с Людовиком. Однако после смерти Карла Беррийского 14 мая 1472 года больной Гастон IV бежал в Наварру к Хуану II, где и умер. Вдова Гастона IV, Элеонора Арагонская после смерти отца в январе 1479 года стала королевой Наварры, но умерла через 2 недели.

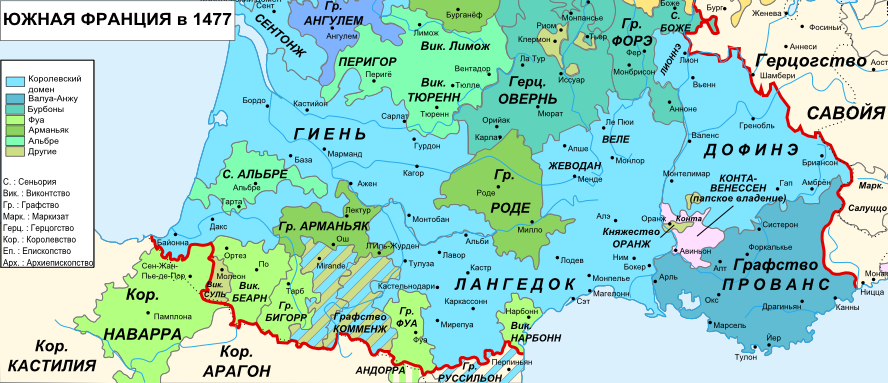
Южная Франция в 1477 году
Владения дома Фуа-Грайи

Новым королём был признан внук Элеоноры — Франциск Феб, унаследовавший после смерти деда все его титулы. Ему в тот момент было 12 лет, поэтому он правил под регентством матери, находившаяся под сильным влиянием короля Людовика XI. В качестве короля его поддержали Грамоны и связанная с ними часть наваррской аристократии. Бомонты, как обычно, заняли противоположную Грамонам позицию, поддержав кандидатуру арагонского короля Фердинанда II (сына покойного короля Хуана от второго брака); к ним примкнули аристократы, не желавшие мириться с французским вмешательством в дела Наварры. Все попытки Мадлен помирить противоборствующие партии были безуспешны.
В 1483 году Франциск был отравлен. Его владения унаследовала сестра, 15-летняя Екатерина де Фуа. Регентство за собой сохранила Мадлен. Однако наследование короны оспорил её дядя, Жан де Фуа (после 1450—1500), виконт Нарбонны. Жан был третьим сыном графа Гастона IV, унаследовав титул виконта Нарбонны. Женившись на Марии Орлеанской, сестре короля Людовика XII, Жан в качестве приданого получил графство Этамп и стал верным соратником Людовика.

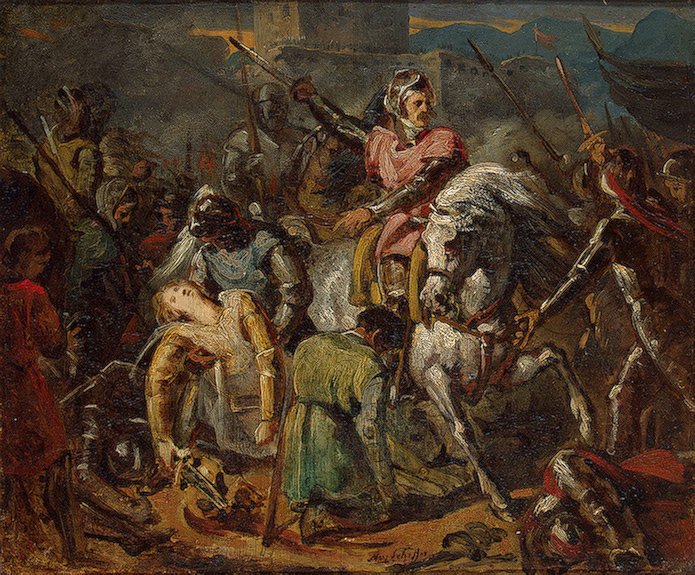
Смерть Гастона де Фуа в битве при Равенне 11 апреля 1512. Холст, масло. Ари Шеффер, 1824.

Жан де Фуа ссылался на салический закон, по которому женщины не имели права наследования. Хотя этот закон никогда не применялся в Наварре, разразилась гражданская война, в которой активное участие принимали роды Бомонтов и Грамонов. Желая найти союзников, Мадлен в 1484 году выдала Екатерину замуж за Жана д’Альбре, ставшего королём Наварры под именем Иоанна III. Претензии же Жана активно поддерживал король Франции. Война закончилась только в 1497 году Тарбским миром, по которому Жан де Фуа отказался от прав на наваррскую корону.
У Жана от брака с Марией Орлеанской было двое детей. Сын, Гастон де Фуа (1489—1512), в 1506 году обменял Этамп и Нарбонну королю на Немурское герцогство, став, таким образом, пэром Франции. Во время войны Камбрейской лиги Гастон проявил себя как талантливый полководец, одержав несколько побед в Италии, но в 1512 году погиб в битве при Равенне. Женат он не был, детей не оставил. Его сестра Жермена де Фуа (1488—1538) в 1505 году вышла замуж за короля Арагона Фердинанда II, овдовевшего после смерти Изабеллы I Кастильской. В 1512 году Фердинанд, прикрываясь её правами на наваррский трон, оккупировал большую часть Наварры.
Из других сыновей Гастона IV второй, Пьер де Фуа (1449—1490) был епископом Ванна, а потом — архиепископом Арля и кардиналом. Младший из сыновей Гастона IV, Жак (ок. 1469—1500) носил титул графа де Монфор. Он оставил единственного законнорождённого сына Жана, избравшего духовную карьеру, а также двух незаконнорождённых сыновей. Из них Фредерик (ум. 1537) был сеньором Алменеша и имел только дочь, а второй — Жак (ум. 1535) был сначала епископом Олорона, а затем — Лескара.
Из дочерей Гастона Мария была замужем маркграфом Монферрата Гульельмо VIII. Следующая дочь, Жанна, была выдана замуж за графа Жана V д’Арманьяк. Третья дочь, Маргарита, была замужем за бретонским герцогом Франциском II. Дочь Маргариты Анна Бретанская, наследница Бретани, была королевой Франции. Четвёртая дочь Гастона IV, Екатерина, вышла замуж за своего родственника Гастона II де Фуа-Кандаль. Ещё две дочери умерли детьми.

### Ветвь Фуа-Кандаль
Родоначальником ветви стал младший сын Аршамбо де Грайи, Гастон I де Грайи (ум. после 1455), который унаследовал от отца титулы капталя де Бюша, сеньора де Гальи, графа де Бенож и де Лонгвиль. Подобно своим предкам, он держался в Столетней войне стороны англичан. Его сын Жан де Фуа, женился на сестре Уильям де Ла Поль, 1-го герцога Саффолка, и был пожалован английским королём в кормление третьим по величине городом Камбрии, Кенделом, с титулом графа. Его сын, Гастон II, отъехал во Францию, где продолжил именовать себя графом Кенделом (на французский манер — де Кандалем).
Гастон II де Фуа-Кандаль был женат дважды — на Екатерине де Фуа (дочери Гастона IV де Фуа) и Изабелле д’Альбре (сестре короля Наварры Жан д’Альбре). От этих браков у него родилось пять сыновей, из которых один занимал архиепископскую кафедру в Бордо, другой — епископскую в Каркассоне. Из его дочерей старшая, Анна де Фуа, — королева Венгрии, мать короля Лайоша II, а младшая, Луиза, — графиня д’Эпинуа, мать 1-го принца Эпинуа.
В конце XVI века род Фуа-Кандалей разделился на две линии, старшую (графскую) и младшую (сеньоры Виллефранша). Последний из графов Кандалей, Анри, — автор трудов по античной истории, изобретатель так называемой Кандалевой водицы, управлял от имени короля городом Бордо, но впоследствии перешёл в кальвинизм и погиб в битве с католиками у Соммьера (1572 год). От брака с дочерью коннетабля Анна де Монморанси у него остались две дочери, из которых старшая была выдана замуж за королевского любимца Эпернона. Последний добился заточения её сестры в монастыре и присвоил наследство Фуа-Кандалей; впоследствии герцогами де Фуа себя именовали его дети.

### Ветвь Фуа-Лотрек
Родоначальником ветви стал младший сын графа Жана I де Фуа — Пьер де Фуа (ум. 1454), виконт де Лотрек (в Лангедоке). Его внучка Франсуаза де Шатобриан — возлюбленная короля Франциска I, который особо отличал и её брата, Оде. Несмотря на посредственный полководческий талант, последний дослужился до маршальского жезла. Он умер в Неаполе от чумы в 1527 году, оставив единственную дочь, Клод, наследницу Лотрека. Её первым мужем был Ги XVI де Лаваль, вторым — Шарль де Люксембург, виконт де Мартиг.

### Ветвь Фуа-Рандан
Родоначальником ветви был Жан де Фуа, второй сын Жана де Фуа-Кандаль. Его потомки обзавелись владениями в Дордони и Провансе — маркизатом Тран, графствами Гурсон и Ле-Флё, виконтством Мёй. Жан Батист Гастон де Фуа, граф дю Флё, рано погибший в бою, оставил вдовой маркизу де Сеннесе из рода Боффремонов — дочь воспитательницы Людовика XIV из рода Ларошфуко. Её имение Рандан король возвысил до степени герцогства, а она передала его внукам из рода Фуа. Двое этих внуков (оба бездетные) — последние представители рода Фуа и герцоги де Рандан.

### Ветвь Беарн-Жердерест
Родоначальником ветви был Бертран де Беарн, сенешаль Фуа, незаконнорождённый сын графа Жана де Фуа. От двух сыновей Бертрана пошло 2 линии рода. Старший, Пьер де Беарн, получил титул барона де Муассен. Он оставил двух сыновей. Старший, Франсуа де Беарн, унаследовал титул барона де Муассен, а также был сенешалем Марсана. У него была только дочь, Франсуаза, вышедшая замуж за Этьена Арно д’Альбре. Потомство оставил младший брат Франсуа — Роже де Беарн.
Младшая линия рода пошла от второго сына Бертрана — Жана I де Беарн, сеньора де Сен-Морис. Последней представительницей линии была внучка Жана I — Жанна, дама де Сен-Морис, которая вышла замуж за Франсуа де Галларда, барона де Брассак.

## Генеалогия
Точную генеалогию первых поколений рода восстановить по первичным источникам невозможно. Однако существуют разные реконструкции.
Нантельм I де Грильи (ум. после 1126)
Пьер де Грайи (ум. после 1215)
- Аймон де Грайи
- Жан де Грайи

Нантельм де Грайи
- Жан де Грайи (ум. после 1245)

Жеро де Грильи (жил в 1070—1120-х годах), шевалье
- Жан I де Грильи (жил в 1100—1150-х годах), шевалье, сеньор де Грильи
  - Жан (Жаннин) II де Грильи (жил в 1164—1194 годах), шевалье, сеньор де Грильи
    - Пьер I де Грильи (жил в 1200—1250-х годах), шевалье, сеньор де Грильи и де Ролль
      - Жиллермина де Грайи (ум. после 1225); муж: Гильом Руссель де Сен-Симфорьен (ум. после 1220)
      - Жан I де Грайи (ум. 1303), сеньор де Грайи. Его потомство см. ниже.
      - Журден де Грайи (ум. после 1250); муж: Бертран де Шамон (ум. после 1310)

### Потомки Жана I де Грайи
Жан I де Грайи (ум. 1303), сеньор де Грайи, виконт де Кастийон и де Бенож, сеньор де Жюрсон, де Фле, де Шеле, дю Пи де Шелю, де Сен-Круа де Вильягран, де Рол и де Лаво, сенешаль Гаскони в 1266—1268, 1273—1286 годах; жена: Беатрис Руссель де Сен-Симфорьен
- Пьер I де Грайи (1255/1260 — 1288/март 1290); 1-я жена: с ок. 1285 Талезия де Бувиль (ок. 1265—1285/1287); 2-я жена: с ок. 1287 Руж де Астарак (ок. 1255 — ?), дочь Бернара IV, графа д’Астарак
  - (от 1-го брака) Катрин де Грайи (1285—1340); 1-й муж: с 1299 Журден де Л’Иль-Журден (ум. 1323), сеньор де Сен-Базель и де Ландеррон; 2-й муж: с 1326 Арно де Дюрфор (1295—1339)
  - (от 2-го брака) Пьер II де Грайи (ок. 1285/1290 — 1356), сеньор де Грайи, де Шеле, де Сен-Круа де Вильягран, де Лангон, де Фле, капталь де Бюш (по праву жены); 1-я жена: с 1 сентября 1307 Ассалида де Бордо (1283/1290 — до 1328), капталина де Бюш, дама де Пи-Полен и де Кастельно-дю-Медок, дочь Пьера V Эмануэ, капталя де Бюш, вдова Бертрана де Л’Иль-Журден, сеньора де Мовезин; 2-я жена: с 31 декабря 1328 Эрембурга де Перигор (ок. 1310 — ?), дочь Эли IX Тайлерана, графа Перигора, и Брюнисельды де Фуа, вдова Жака де Ла Вье де Вильемюра
    - (от 1-го брака) Жан II де Грайи (ок. 1310—1343), капталь де Бюш, виконт де Кастильон и де Бенож, сеньор де Грайи, де Фле де Пи-Полен, де Сен-Круа де Вильягран, де Рол, де Лангон и де Кастельно-дю-Медок; жена: с 3 марта 1328 Бланка де Фуа (ок. 1240 — около 7 августа 1343), дочь графа Гастона I де Фуа и Жанны д’Артуа
      - Гастон де Грайи (1330—1362), капталь де Бюш, виконт де Кастильон и де Бенож, сеньор де Грайи, де Фле де Пи-Полен, де Сен-Круа де Вильягран, де Рол, де Лангон и де Кастельно-дю-Медок
      - Жан III де Грайи (1331 — 7 сентября 1376), граф де Бигорр с 1339, капталь де Бюш, виконт де Кастильон и де Бенож, сеньор де Грайи, де Фле де Пи-Полен, де Сен-Круа де Вильягран, де Рол, де Лангон и де Кастельно-дю-Медок с 1362, коннетабль Гиени; жена: с 5 декабря 1350 Роза д’Альбре (до марта 1341 — ?), дочь Бернара Эзи V д’Альбре и Маты д’Арманьяк
      - Маргарита де Грайи

    - (от 1-го брака) Брюнисельда де Грайи (ок. 1315—1374); муж: с 14 августа 1345 Беро II д’Альбре (ум. после 24 декабря 1374), сеньор де Рион
    - (от 1-го брака) Жанна де Грайи (ок. 1315 — ?); муж: с 1331 Сенебрюн де Леспарр
    - (от 2-го брака) Аршамбо де Грайи (1330/1345 — 23 февраля 1413), виконт де Шатильон и барон де Жюрсон с 1356, капталь де Бюш, виконт де Кастильон и де Бенож, сеньор де Грайи, де Фле де Пи-Полен, де Сен-Круа де Вильягран, де Рол, де Лангон и де Кастельно-дю-Медок с 1376, граф де Фуа, виконт де Беарн, де Габардан, де Марсан, де Кастельбон и де Сердань, сеньор де Монкада и де Кастельвьель с 1397 (по праву жены); жена: с 1381 Изабелла де Фуа (до 2 ноября 1361—1476), графиня де Фуа, виконтесса де Беарн, де Габардан, де Марсан, де Кастельбон и де Сердань, дама де Монкада и де Кастельвьель с 1397, дочь Роже Бернара II де Фуа, виконта де Кастельбон, и Жероды де Навалье
      - Фуа-Грайи

    - (от 2-го брака) Бланка де Грайи
    - (от 2-го брака) Гастон де Грайи
    - (от 2-го брака) Жанна де Грайи
    - (от 2-го брака) Розетта де Грайи (ок. 1335 — ?); муж: Эмери III де Ла Рошфуко (после 1309 — 16 сентября 1362), сеньор де Мартон,
    - (от 2-го брака) Роже де Грайи де Кастильон (1340/1345 — до 1403), сеньор де Лалан
      - Грайи-Кастильон

    - (незаконнорождённый) Бернар де Бенож, бастард де Грайи

  - (от 2-го брака) дочь; муж: Оливье II Ашар (ум. после 1345)
- Этьен де Грайи (ум. 1303)
- Жеро де Грайи (ум. 1307)
- Жан де Грайи (ум. 1322), сеньор де Лангон, де Фле и де Жюрсон